# Lleó Borrell
Lleó Borrell i Gambús (Puigcerdà, 11 de noviembre de 1924 - Barcelona, 18 de febrero de 1994), fue un compositor de música y pianista de jazz español, relacionado especialmente con la Nova Cançó, de la que fue uno de sus autores fundamentales en colaboración con los textos del poeta Josep Maria Andreu.
Tras una brillante carrera como pianista de jazz, Lleó Borrell se dedicó a la composición y adquirió fama con la canción S'en va anar, con la que Raimon y Salomé obtuvieron en 1963 el primer premio del Festival de la Canción Mediterránea.
Ello significó el lanzamiento definitivo y la proyección internacional de la Nova Cançó, en la que fue autor prolífico de composiciones musicales con letra, en general, de Josep Maria Andreu, con quien formó un buen dúo compositor. Pero todos los grandes de la cançó interpretaron a Borrell: Joan Manuel Serrat, Maria del Mar Bonet, Núria Feliu, Lluís Llach, quien lanzó su éxito A cara o creu.
Lleó Borrell, que había nacido en Puigcerdà en 1924, era un gran profesional, como lo acredita el hecho de que hubiera estado años como pianista contratado en la plantilla de Augusto Algueró. Su muerte a los 69 años de edad se debió a una crisis cardíaca.